# Emilia de Rodat
Santa Emilia (Émilie) de Rodat (Druelle, 6 de septiembre de 1787 - Villefranche-de-Rouergue, 19 de septiembre de 1852) fue una religiosa francesa, fundadora en 1819 de la Congregación de las Hermanas de la Sagrada Familia y es venerada como santa por la Iglesia católica.

## Biografía
Émilie era la hija mayor de Jean-Louis de Rodat y Henriètte de Pomayrols, una familia perteneciente a la antigua nobleza de Rouergue.
Tras el fracaso de tres intentos de la vida religiosa, se reunió con su abuela en Villefranche-de-Rouergue, en Aveyron, en una especie de comunidad que agrupaba a ancianas religiosas (que radicaban ahí a causa de la Revolución Francesa) y otra gente piadosa.
En 1815, sintiendo cierto pesar por la desaparición de las escuelas libres de las Ursulinas, abrió una escuela en su habitación, pese al hacinamiento de cuarenta estudiantes. Frecuentemente tuvo que mudarse a locales más y más grande hasta que pudo comprar, en 1817, el antiguo convento de los Franciscanos conventuales.
Fue allí donde en 1819 fundó la Congregación de las Hermanas de la Sagrada Familia de Villefranche. Las hermanas de la nueva congregación dedicada a la enseñanza atendieron a los hijos de los pobres y otra atención domiciliaria a los enfermos. A su muerte, fueron cuarenta las "casas" de la Congregación abiertas en diferentes naciones.
Después de su muerte fue enterrada en una capilla del jardín del Santuario de la Virgen de La Salette, donde su tumba se convirtió en un lugar de peregrinación.
Su cuerpo se conserva en la capilla del convento de la Sagrada Familia. El padre Pierre-Marie Fabrer, que era su confesor, escribió su biografía en 1858.

## Culto
Emilia fue beatificada el 9 de junio de 1940 por el papa Pío XII y canonizada por el mismo el 23 de abril de 1950. Su santoral se celebra el 19 de septiembre.